# Handball-DDR-Liga (Frauen) 1988/89
In der Handball-DDR-Liga der Frauen gewann in der Saison 1988/89 die BSG Einheit/Sirokko Neubrandenburg die Staffel Nord und schaffte den sofortigen Wiederaufstieg in die Handball-DDR-Oberliga. In der Staffel Süd siegte die BSG Union Halle-Neustadt und stieg als absoluter Neuling in das Oberhaus auf.

## Staffel Nord
Die Betriebssportgemeinschaft (BSG) Einheit/Sirokko Neubrandenburg sicherte sich den Staffelsieg und stieg postwendend wieder in die Handball-DDR-Oberliga auf. Von den drei Aufsteigern aus der Handball-DDR-Bezirksliga stiegen die BSG Aufbau/Chemie Schwerin und BSG Chemie PCK Schwedt nach nur einem Jahr wieder in die Drittklassigkeit ab. Die BSG Empor Brandenburger Tor belegte den zehnten Tabellenplatz, der zur Relegation berechtigte. In dieser behaupteten sie sich gegen die BSG Fortschritt Weißenfels aus der Südstaffel und hielten die Klasse.

### Abschlusstabelle
| Pl. | Verein                                 | Sp. | S  | U | N  | Tore    | Diff. | Punkte |
| --- | -------------------------------------- | --- | -- | - | -- | ------- | ----- | ------ |
| 1.  | BSG Einheit/Sirokko Neubrandenburg (A) | 22  | 19 | 1 | 2  | 496:324 | +172  | 39:50  |
| 2.  | TSC Berlin II                          | 22  | 18 | 2 | 2  | 557:433 | +124  | 38:60  |
| 3.  | SC Empor Rostock II                    | 22  | 15 | 1 | 6  | 484:388 | +96   | 31:13  |
| 4.  | BSG EAW Treptow                        | 22  | 14 | 2 | 6  | 485:426 | +59   | 30:14  |
| 5.  | BSG FIKO Rostock                       | 22  | 11 | 3 | 8  | 508:480 | +28   | 25:19  |
| 6.  | ASK Vorwärts Frankfurt/O. II           | 22  | 11 | 2 | 9  | 438:424 | +14   | 24:20  |
| 7.  | BSG Chemie “W.-P.-St.” Guben           | 22  | 9  | 3 | 10 | 478:509 | −31   | 21:23  |
| 8.  | BSG Berliner Verkehrsbetriebe          | 22  | 10 | 0 | 12 | 493:496 | −3    | 20:24  |
| 9.  | BSG WGK Frankfurt/O.                   | 22  | 7  | 1 | 14 | 472:538 | −66   | 15:29  |
| 10. | BSG Empor Brandenburger Tor (N)        | 22  | 4  | 1 | 17 | 416:552 | −136  | 09:35  |
| 11. | BSG Aufbau/Chemie Schwerin (N)         | 22  | 4  | 0 | 18 | 372:476 | −104  | 08:36  |
| 12. | BSG Chemie PCK Schwedt (N)             | 22  | 2  | 0 | 20 | 355:508 | −153  | 04:40  |

Platzierungskriterien: 1. Punkte – 2. Direkter Vergleich (Punkte, Tordifferenz, geschossene Tore) – 3. Tordifferenz – 4. geschossene Tore

 Aufsteiger in die DDR-Oberliga 1989/90 
  Teilnehmer an der Relegation zum Verbleib in der DDR-Liga 
  Absteiger in die Bezirksliga 
 (A) Absteiger aus der DDR-Oberliga 1987/88 
 (N) Aufsteiger aus der Bezirksliga

### Kreuztabelle
Die Kreuztabelle stellt die Ergebnisse aller Spiele dieser Saison dar. Die Heimmannschaft ist in der linken Spalte aufgelistet und die Gastmannschaft in der obersten Reihe.
| Staffel Nord | Staffel Nord                       | BSG Einheit/Sirokko Neubrandenburg | TSC Berlin II | SC Empor Rostock II | BSG EAW Treptow | FIKO  | ASK Vorwärts Frankfurt/O. II | BSG Chemie “W.-P.-St.” Guben | BSG Berliner Verkehrsbetriebe | BSG WGK Frankfurt/O. | Empor Br. Tor | A./Ch. Schw. | BSG Chemie PCK Schwedt |
| ------------ | ---------------------------------- | ---------------------------------- | ------------- | ------------------- | --------------- | ----- | ---------------------------- | ---------------------------- | ----------------------------- | -------------------- | ------------- | ------------ | ---------------------- |
| 01.          | BSG Einheit/Sirokko Neubrandenburg |                                    | 21:17         | 20:13               | 22:16           | 21:22 | 23:70                        | 28:17                        | 19:14                         | 27:15                | 32:17         | 17:10        | 30:11                  |
| 02.          | TSC Berlin II                      | 22:18                              |               | 22:20               | 22:22           | 25:20 | 24:12                        | 26:19                        | 18:25                         | 27:21                | 32:20         | 26:18        | 23:13                  |
| 03.          | SC Empor Rostock II                | 14:18                              | 17:19         |                     | 24:21           | 22:19 | 18:18                        | 21:19                        | 30:24                         | 26:21                | 26:70         | 24:13        | 27:11                  |
| 04.          | BSG EAW Treptow                    | 18:22                              | 24:27         | 26:22               |                 | 22:20 | 20:17                        | 24:20                        | 26:21                         | 26:19                | 26:17         | 23:15        | 21:19                  |
| 05.          | BSG FIKO Rostock                   | 21:27                              | 23:23         | 21:27               | [ N 1 ]         |       | 23:22                        | 24:24                        | 23:21                         | 30:23                | 34:23         | 24:18        | 34:18                  |
| 06.          | ASK Vorwärts Frankfurt/O. II       | 17:18                              | 15:26         | 17:13               | 17:17           | 27:10 |                              | 19:21                        | 26:22                         | 24:19                | 28:21         | 27:19        | 20:11                  |
| 07.          | BSG Chemie “W.-P.-St.” Guben       | 18:18                              | 21:31         | 13:20               | 29:20           | 24:27 | 21:19                        |                              | 25:24                         | 31:25                | 18:25         | 25:18        | 21:20                  |
| 08.          | BSG Berliner Verkehrsbetriebe      | 08:20                              | 24:25         | 16:17               | 19:26           | 24:31 | 22:25                        | 34:22                        |                               | 28:25                | 26:16         | 23:20        | 21:17                  |
| 09.          | BSG WGK Frankfurt/O.               | 10:27                              | 22:26         | 20:28               | 18:26           | 23:23 | 11:20                        | 28:24                        | 20:28                         |                      | 25:23         | 28:18        | 30:15                  |
| 10.          | BSG Empor Brandenburger Tor        | 17:29                              | 23:32         | 16:29               | 19:29           | 23:31 | 19:18                        | 23:23                        | 21:23                         | 19:20                |               | 14:16        | 21:18                  |
| 11.          | BSG Aufbau/Chemie Schwerin         | 09:20                              | 16:32         | 15:20               | 19:28           | 23:19 | 16:18                        | 17:19                        | 22:23                         | 23:26                | 20:14         |              | 14:12                  |
| 12.          | BSG Chemie PCK Schwedt             | 11:19                              | 19:32         | 12:26               | 18:24           | 20:19 | 20:25                        | 18:24                        | 22:23                         | 19:23                | 17:18         | 14:13        |                        |

1. ↑   BSG FIKO Rostock – BSG EAW Treptow (13. Spieltag); Wertung 2:0 Punkte und 0:0 Tore für Rostock

## Staffel Süd
Die BSG Union Halle-Neustadt bis zum 16. Spieltag verlustpunktfrei, sicherte sich den Staffelsieg und stieg als absoluter Neuling in die Handball-DDR-Oberliga auf. Mit der Betriebssportgemeinschaft (BSG) Blaue Schwerter Meissen kam der Absteiger aus der Oberliga auf den fünften Platz ein. Die beiden Aufsteiger aus der Handball-DDR-Bezirksliga ASG Vorwärts Eisenach und BSG Lokomotive Delitzsch konnten mit den Plätzen sieben und acht die Klasse halten. Der sechsfache Meister im Hallenhandball Fortschritt Weißenfels verlor in der Relegation gegen Nordvertreter Empor Brandenburger Tor und stieg nach 11-jähriger Zugehörigkeit in die Drittklassigkeit ab. Begleitet wurde Weißenfels von Wismut Schneeberg nach sechsjährigem Gastspiel und Motor Schönau, die zwei Jahre der Handball-DDR-Liga angehörten.

### Abschlusstabelle
| Pl. | Verein                          | Sp. | S  | U | N  | Tore    | Diff. | Punkte |
| --- | ------------------------------- | --- | -- | - | -- | ------- | ----- | ------ |
| 1.  | BSG Union Halle-Neustadt        | 22  | 17 | 2 | 3  | 469:357 | +112  | 36:80  |
| 2.  | BSG Motor Mitte Magdeburg       | 22  | 17 | 1 | 4  | 493:372 | +121  | 35:90  |
| 3.  | SC Leipzig II                   | 22  | 15 | 1 | 6  | 527:424 | +103  | 31:13  |
| 4.  | SC Magdeburg II                 | 22  | 15 | 1 | 6  | 492:381 | +111  | 31:13  |
| 5.  | BSG Blaue Schwerter Meissen (A) | 22  | 14 | 2 | 6  | 463:398 | +65   | 30:14  |
| 6.  | TSG Calbe                       | 22  | 12 | 1 | 9  | 442:420 | +22   | 25:19  |
| 7.  | ASG Vorwärts Eisenach (N)       | 22  | 8  | 1 | 13 | 371:455 | −84   | 17:27  |
| 8.  | BSG Lokomotive Delitzsch (N)    | 22  | 8  | 1 | 13 | 382:440 | −58   | 17:27  |
| 9.  | BSG Turbine Leipzig             | 22  | 7  | 2 | 13 | 420:452 | −32   | 16:28  |
| 10. | BSG Fortschritt Weißenfels      | 22  | 7  | 2 | 13 | 349:382 | −33   | 16:28  |
| 11. | BSG Wismut Schneeberg           | 22  | 2  | 2 | 18 | 378:479 | −101  | 06:38  |
| 12. | BSG Motor Schönau               | 22  | 2  | 0 | 20 | 349:575 | −226  | 04:40  |

Platzierungskriterien: 1. Punkte – 2. Direkter Vergleich (Punkte, Tordifferenz, geschossene Tore) – 3. Tordifferenz – 4. geschossene Tore

 Aufsteiger in die DDR-Oberliga 1989/90 
  Teilnehmer an der Relegation zum Verbleib in der DDR-Liga 
  Absteiger in die Bezirksliga 
 (A) Absteiger aus der DDR-Oberliga 1987/88 
 (N) Aufsteiger aus der Bezirksliga

### Kreuztabelle
Die Kreuztabelle stellt die Ergebnisse aller Spiele dieser Saison dar. Die Heimmannschaft ist in der linken Spalte aufgelistet und die Gastmannschaft in der obersten Reihe.
| Staffel Süd | Staffel Süd                 | BSG Union Halle-Neustadt | BSG Motor Mitte Magdeburg | SC Leipzig II | SC Magdeburg II | BSG Blaue Schwerter Meissen | TSG Calbe | Vorw. Eisen. | Lok Delitz. | Turbine Leipzig | BSG Fortschritt Weißenfels | Schnee berg | Motor Schönau |
| ----------- | --------------------------- | ------------------------ | ------------------------- | ------------- | --------------- | --------------------------- | --------- | ------------ | ----------- | --------------- | -------------------------- | ----------- | ------------- |
| 01.         | BSG Union Halle-Neustadt    |                          | 23:22                     | 24:18         | 27:23           | 22:18                       | 22:10     | 26:16        | 22:12       | 16:16           | 16:14                      | 17:15       | 29:12         |
| 02.         | BSG Motor Mitte Magdeburg   | 23:17                    |                           | 18:26         | 13:19           | 22:20                       | 23:13     | 20:18        | 29:16       | 25:14           | 25:13                      | 20:90       | 37:15         |
| 03.         | SC Leipzig II               | 17:15                    | 15:19                     |               | 22:24           | 15:17                       | 16:17     | 37:19        | 23:16       | 24:22           | 33:25                      | 41:24       | 33:19         |
| 04.         | SC Magdeburg II             | 19:19                    | 26:29                     | 18:21         |                 | 25:21                       | 20:13     | 34:13        | 36:12       | 22:16           | 15:14                      | 25:13       | 34:12         |
| 05.         | BSG Blaue Schwerter Meissen | 18:11                    | 16:16                     | 19:18         | 20:18           |                             | 21:22     | 19:19        | 23:13       | 22:19           | 21:16                      | 30:20       | 37:12         |
| 06.         | TSG Calbe                   | 14:16                    | 22:19                     | 22:23         | 19:20           | 21:17                       |           | 23:19        | 22:17       | 25:21           | 14:15                      | 24:17       | 33:20         |
| 07.         | ASG Vorwärts Eisenach       | 12:29                    | 13:19                     | 19:25         | [ S 1 ]         | 21:18                       | 17:22     |              | 24:20       | 15:27           | 18:13                      | 20:19       | 23:13         |
| 08.         | BSG Lokomotive Delitzsch    | 20:22                    | 16:19                     | 19:19         | 18:17           | 17:22                       | 21:19     | 14:19        |             | 20:16           | 13:11                      | 24:14       | 27:17         |
| 09.         | BSG Turbine Leipzig         | 18:28                    | 19:29                     | 20:23         | 24:27           | 18:20                       | 22:21     | 18:16        | 19:18       |                 | 15:12                      | 21:16       | 24:19         |
| 10.         | BSG Fortschritt Weißenfels  | 11:22                    | 14:19                     | 13:25         | 18:20           | 16:20                       | 16:16     | 25:13        | 15:13       | 14:12           |                            | 19:14       | 20:14         |
| 11.         | BSG Wismut Schneeberg       | 15:19                    | 16:17                     | 17:24         | 22:28           | 17:18                       | 20:22     | 18:15        | 18:20       | 21:21           | 14:14                      |             | 23:20         |
| 12.         | BSG Motor Schönau           | 14:27                    | 12:30                     | 18:29         | 15:22           | 20:26                       | 18:28     | 16:22        | 14:16       | 19:18           | 10:21                      | 20:16       |               |

1. ↑   ASG Vorwärts Eisenach – SC Magdeburg (9. Spieltag); Wertung 2:0 Punkte und 0:0 Tore für Eisenach

## Relegation
In den Spielen der beiden Tabellenzehnten wurde der fünfte Absteiger in die Bezirksliga ermittelt.
| Datum                    |                            | Gesamt |                             | Hinspiel | Rückspiel |
| ------------------------ | -------------------------- | ------ | --------------------------- | -------- | --------- |
| Sa 29. April / Sa 6. Mai | BSG Fortschritt Weißenfels | :      | BSG Empor Brandenburger Tor | :        | 18:19     |

 Absteiger in die Bezirksliga

## Aufstiegsrunde zur DDR-Liga
Fünf Mannschaften aus den 15 Bezirksligen stiegen in die DDR-Liga auf. In fünf Gruppen zu je drei Mannschaften, ermittelten die 15 Bezirksmeister bzw. aufstiegsberechtigten Vereine die Aufsteiger. Die Erstplatzierten jeder Gruppe stiegen auf. Jede Mannschaft bestritt in ihrer Gruppe zwei Heimspiele und zwei Auswärtsspiele.

### Staffel 1
In der Staffel 1 spielten die Meister aus den Bezirken Rostock, Schwerin und Potsdam.

Abschlusstabelle
| Pl. | Verein                | Sp. | S | U | N | Tore    | Diff. | Punkte |
| --- | --------------------- | --- | - | - | - | ------- | ----- | ------ |
| 1.  | BSG Motor Hennigsdorf | 4   | 4 | 0 | 0 | 119:550 | +64   | 08:0   |
| 2.  | BSG Motor Stralsund   | 4   | 2 | 0 | 2 | 081:740 | +7    | 04:40  |
| 3.  | BSG Lokomotive Plau   | 4   | 0 | 0 | 4 | 049:120 | −71   | 0:80   |

Aufsteiger in die DDR-Liga 1989/90
Kreuztabelle

Die Kreuztabelle stellt die Ergebnisse aller Spiele dieser Aufstiegsrunde dar. Die Heimmannschaft ist in der linken Spalte aufgelistet und die Gastmannschaft in der obersten Reihe.
| Staffel 1 | Staffel 1             | BSG Motor Hennigsdorf | BSG Motor Stralsund | Plau  |
| --------- | --------------------- | --------------------- | ------------------- | ----- |
| 01.       | BSG Motor Hennigsdorf |                       | 30:14               | 36:13 |
| 02.       | BSG Motor Stralsund   | 14:22                 |                     | 29:12 |
| 03.       | BSG Lokomotive Plau   | 14:31                 | 10:24               |       |

### Staffel 2
In der Staffel 2 spielten die Meister aus den Bezirken Halle und Berlin. Der Vertreter aus dem Bezirk Neubrandenburg verzichtete.

Abschlusstabelle
| Pl. | Verein                      | Sp. | S | U | N | Tore    | Diff. | Punkte |
| --- | --------------------------- | --- | - | - | - | ------- | ----- | ------ |
| 1.  | HSG Humboldt-Uni Berlin     | 0   | 0 | 0 | 0 | 000:000 | ±0    | 0:0    |
| 2.  | BSG Lokomotive Aschersleben | 0   | 0 | 0 | 0 | 000:000 | ±0    | 0:0    |

Aufsteiger in die DDR-Liga 1989/90
Kreuztabelle

Die Kreuztabelle stellt die Ergebnisse aller Spiele dieser Aufstiegsrunde dar. Die Heimmannschaft ist in der linken Spalte aufgelistet und die Gastmannschaft in der obersten Reihe.
| Staffel 2 | Staffel 2                   | Berlin | Aschersleben |
| --------- | --------------------------- | ------ | ------------ |
| 01.       | HSG Humboldt-Uni Berlin     |        | 25:21        |
| 02.       | BSG Lokomotive Aschersleben | :      |              |

### Staffel 3
In der Staffel 3 spielten die Meister aus den Bezirken Frankfurt (Oder), Cottbus und Dresden.

Abschlusstabelle
| Pl. | Verein                     | Sp. | S | U | N | Tore    | Diff. | Punkte |
| --- | -------------------------- | --- | - | - | - | ------- | ----- | ------ |
| 1.  | BSG Fortschritt Cottbus    | 4   | 3 | 0 | 1 | 060:630 | −3    | 06:20  |
| 2.  | BSG Stahl Eisenhüttenstadt | 4   | 2 | 0 | 2 | 075:690 | +6    | 04:40  |
| 3.  | BSG Lokomotive Dresden     | 4   | 1 | 0 | 3 | 068:710 | −3    | 02:60  |

Platzierungskriterien: 1. Punkte – 2. Direkter Vergleich (Punkte, Tordifferenz, geschossene Tore) – 3. Tordifferenz – 4. geschossene Tore

Aufsteiger in die DDR-Liga 1989/90
Kreuztabelle

Die Kreuztabelle stellt die Ergebnisse aller Spiele dieser Aufstiegsrunde dar. Die Heimmannschaft ist in der linken Spalte aufgelistet und die Gastmannschaft in der obersten Reihe.
| Staffel 3 | Staffel 3                  | BSG Fortschritt Cottbus | BSG Stahl Eisenhüttenstadt | Dresden |
| --------- | -------------------------- | ----------------------- | -------------------------- | ------- |
| 01.       | BSG Fortschritt Cottbus    |                         | 15:14                      | 19:18   |
| 02.       | BSG Stahl Eisenhüttenstadt | 17:18                   |                            | 24:18   |
| 03.       | BSG Lokomotive Dresden     | 14:80                   | 18:20                      |         |

### Staffel 4
In der Staffel 4 spielten die Meister aus den Bezirken Magdeburg, Erfurt und Gera.

Abschlusstabelle
| Pl. | Verein                  | Sp. | S | U | N | Tore    | Diff. | Punkte |
| --- | ----------------------- | --- | - | - | - | ------- | ----- | ------ |
| 1.  | BSG Traktor Förderstedt | 4   | 4 | 0 | 0 | 097:770 | +20   | 08:0   |
| 2.  | BSG Motor Gispersleben  | 4   | 1 | 0 | 3 | 080:870 | −7    | 02:60  |
| 3.  | BSG Lokomotive Saalfeld | 4   | 1 | 0 | 3 | 081:940 | −13   | 02:60  |

Platzierungskriterien: 1. Punkte – 2. Direkter Vergleich (Punkte, Tordifferenz, geschossene Tore) – 3. Tordifferenz – 4. geschossene Tore

Aufsteiger in die DDR-Liga 1989/90
Kreuztabelle

Die Kreuztabelle stellt die Ergebnisse aller Spiele dieser Aufstiegsrunde dar. Die Heimmannschaft ist in der linken Spalte aufgelistet und die Gastmannschaft in der obersten Reihe.
| Staffel 4 | Staffel 4               | Förderstedt | Gispersleben | Saalfeld |
| --------- | ----------------------- | ----------- | ------------ | -------- |
| 01.       | BSG Traktor Förderstedt |             | 21:20        | 25:21    |
| 02.       | BSG Motor Gispersleben  | 17:25       |              | 19:21    |
| 03.       | BSG Lokomotive Saalfeld | 19:26       | 20:24        |          |

### Staffel 5
In der Staffel 5 spielten die Meister aus den Bezirken Leipzig, Karl-Marx-Stadt und Suhl.

Abschlusstabelle
| Pl. | Verein                     | Sp. | S | U | N | Tore    | Diff. | Punkte |
| --- | -------------------------- | --- | - | - | - | ------- | ----- | ------ |
| 1.  | BSG Sachsenring Zwickau II | 4   | 4 | 0 | 0 | 106:570 | +49   | 08:0   |
| 3.  | BSG Motor Leipzig West     | 4   | 1 | 0 | 3 | 060:750 | −15   | 02:60  |
| 2.  | BSG Chemie IW Ilmenau      | 4   | 1 | 0 | 3 | 052:860 | −34   | 02:60  |

Platzierungskriterien: 1. Punkte – 2. Direkter Vergleich (Punkte, Tordifferenz, geschossene Tore) – 3. Tordifferenz – 4. geschossene Tore

Aufsteiger in die DDR-Liga 1989/90
Kreuztabelle

Die Kreuztabelle stellt die Ergebnisse aller Spiele dieser Aufstiegsrunde dar. Die Heimmannschaft ist in der linken Spalte aufgelistet und die Gastmannschaft in der obersten Reihe.
| Staffel 5 | Staffel 5                  | BSG Sachsenring Zwickau II | BSG Motor Leipzig West | BSG Chemie IW Ilmenau |
| --------- | -------------------------- | -------------------------- | ---------------------- | --------------------- |
| 01.       | BSG Sachsenring Zwickau II |                            | 27:10                  | 27:14                 |
| 02.       | BSG Motor Leipzig West     | 20:23                      |                        | 19:90                 |
| 03.       | BSG Chemie IW Ilmenau      | 13:29                      | 16:11                  |                       |